# روجنگتس
روجنگتس (به لهستانی:  Rudziniec) یک روستا در لهستان است که در گمینا روجنگتس واقع شده‌است. روجنگتس ۱٬۶۳۳ نفر جمعیت دارد.